# Miagrammopes plumipes
Miagrammopes plumipes là một loài nhện trong họ Uloboridae.
Loài này thuộc chi Miagrammopes. Miagrammopes plumipes được Wladislaus Kulczynski miêu tả năm 1911.